# ريكي مور
ريكي مور (10 أبريل 1976 في الولايات المتحدة - ) (بالإنجليزية: Ricky Moore)‏ هو لاعب كرة سلة أمريكي في مركز هجوم خلفي. لعب مع Connecticut Pride ‏.

## وصلات خارجية
- ريكي مور على موقع كرة السلة الأوروبية.كوم (الإنجليزية)
- ريكي مور على موقع كلية كرة السلة في سبورتس رفرنس.كوم (الإنجليزية)
- ريكي مور على موقع ريلجم (الإنجليزية)
- ريكي مور على موقع بروبوليرز (الإنجليزية)
- ريكي مور على موقع سبورتس رفرنس (الإنجليزية)